# Ильин, Владимир Васильевич (кинооператор)
Влади́мир Васи́льевич Ильи́н (20 марта 1938, Саранск — 2 апреля 2006, Санкт-Петербург) — советский и российский кинооператор. Заслуженный деятель искусств Российской Федерации (1994). Лауреат Государственной премии СССР (1986). Дважды лауреат кинопремии «Ника» (2000 и 2015).

## Биография
Родился в Саранске. Работал там оператором на телевидении, художником-фотографом местного отделения Художественного фонда РСФСР.
В 1970 году окончил операторский факультет ВГИКа (мастерская Р. Ильина). Работал ассистентом оператора на киностудии «Киевнаучфильм». С 1971 года — оператор-постановщик киностудии «Ленфильм».
Скончался 2 апреля 2006 года. Похоронен в Санкт-Петербурге на Сестрорецком кладбище.

## Фильмография
1. 1974 — Ущелье покинутых сказок
2. 1975 — Краткие встречи на долгой войне
3. 1976 — Семьдесят два градуса ниже нуля (телевизионный)
4. 1976 — Первый рейс (телевизионный)
5. 1978 — Летняя поездка к морю
6. 1980 — Два долгих гудка в тумане
7. 1980 — Лес
8. 1981 — Приключения Шерлока Холмса и доктора Ватсона: Собака Баскервилей (телевизионный), совместно с Д. Долининым
9. 1981 — Родительский день (среднеметражный)
10. 1981 — Семь счастливых нот (телевизионный)
11. 1981 — Что бы ты выбрал? (телевизионный)
12. 1983 — Торпедоносцы
13. 1983 — Эхо дальнего взрыва
14. 1984 — Милый, дорогой, любимый, единственный…
15. 1984 — Невероятное пари, или Истинное происшествие, благополучно завершившееся сто лет назад (телевизионный)
16. 1986 — Репортаж из прошлого. По воспоминаниям Владимира Гиляровского (документальный)
17. 1987 — Жизнь Клима Самгина (телевизионный сериал)
18. 1987 — Жил-был Шишлов (телевизионный)
19. 1989 — Васька (телевизионный) совм. с С. Бирюком
20. 1989 — Личное дело Анны Ахматовой (документальный), совместно с В. Мюльгаутом, А. Рейзентулом, А. Шафраном, Л. Красновой
21. 1989 — Сто солдат и две девушки
22. 1990 — Анекдоты
23. 1990 — Панцирь
24. 1991 — Расстанемся, пока хорошие
25. 1991 — Чёрное и белое
26. 1992 — Рин. Легенда об иконе
27. 1992 — Рукопись (в проекте Русские повести) (среднеметражный)
28. 1992 — Я хотела увидеть ангелов (Россия/США), совместно с А. Родионовым, С. Тараскиным, Ф. Аранышевым
29. 1993 — Великая княгиня Елисавета
30. 1998 — Хрусталёв, машину!
31. 1998 — Что сказал покойник (телевизионный сериал), совместно с В. Юсовым
32. 2000 — Воспоминания о Шерлоке Холмсе (телевизионный сериал), совместно с Ю. Векслером, Д. Долининым, А. Лапшовым; в используемых фрагментах
33. 2000 — Дом надежды (телевизионный сериал), совместно с Д. Долининым
34. 2000 — Империя под ударом (телевизионный сериал) в серии «Великая княгиня»
35. 2001 — Крот (телевизионный сериал)
36. 2005 — Воспоминание о Смольном (документальный) (телевизионный)
37. 2006 — Петербург. Остановка Смольный (документальный) (телевизионный)
38. 2013 — Трудно быть богом[2], совместно с Ю. Клименко

## Призы и премии
- 1984 — Серебряная медаль им. А. Довженко (фильм «Торпедоносцы»)
- 1986 — Государственная премия СССР (фильм «Торпедоносцы»)
- 1990 — Серебряная медаль им. А. П. Довженко (фильм «Сто солдат и две девушки»)
- 1999 — Премия «Ника» За лучшую операторскую работу (фильм «Хрусталёв, машину!»)
- 2015 — Премия «Белый слон» Гильдии киноведов и кинокритиков России за лучшую операторскую работу («Трудно быть богом»)[3]
- 2015 — Премия «Ника» за лучшую операторскую работу (фильм «Трудно быть богом»)[4]